# Баки Джаррах Самарканди
Баки Джаррах Самарканди — известный врач (прозвище Джаррах с персидского языка переводится как хирург). Был известен также как композитор, музыкант и певец. Обучение получил от своего отца. Являлся музыкантом во дворце местного султана. Создал ряд музыкальных произведений, использовав традиционные в среднеазиатской и персидской музыке приёмы и жанры, такие как накш, пешрав, наво, маком, сегах, шуба, аханг. Вплоть до своей смерти жил во дворце гиссарского правителя Тимурхана.